# Операція «Аврора»
Операція «Аврора» — це серія кібератак проведені як розвинена стала загроза, виконана групою «Елдервуд Груп» (англ. Elderwood Group), що базується в Пекіні (Китай) та є підрозділом Народно-визвольної армії. Інформація про атаки була оприлюднена в блозі Google 12 січня 2010 року, де було зазначено, що атаки почалися в середині 2009 року і тривали до кінця грудня 2009 року.
Ця атака була спрямована на десятки інших організацій, серед яких Adobe Systems, Juniper Networks та Rackspace, які публічно підтвердили, що були атаковані. Відповідно до повідомлень у ЗМІ, Yahoo, Symantec, Northrop Grumman, Morgan Stanley та Dow Chemical також були атаковані.
У результаті атаки компанія Google заявила у своєму блозі, що вона планує використовувати в Китаї рушій пошукової системи без цензури «у межах закону, як і всі», і зазначила, що якщо це не можливо, то можливо покинути Китай і закрити свої китайські офіси. Офіційні китайські джерела заявили, що це було частиною стратегії, розробленої урядом США.
Дмитро Альперович, віцепрезидент з дослідження кіберзагроз компанії McAfee, назвав цю атаку «Операцією Аврора». Дослідження, проведені компанією McAfee Labs, виявили, що слово «Аврора» (англ. Aurora) була частиною шляху до файлу на комп'ютері зловмисника, який містився в вірусних двійкових файлах, що за твердженням McAfee, були пов'язані з нападом. «Ми вважаємо, що це внутрішнє ім'я, яким зловмисник чи зловмисники назвали цю операцію», — заявив головний директор із технологій компанії McAfee Джордж Курц у своєму блозі.

За даними McAfee, головною метою атаки було отримання доступу та зміна початкового коду в репозиторіях цих компаній. Альперович сказав:
[У цих компаній керування конфігурацією] було широко доступне. Ніхто ніколи не думав про їх захист, при тому, що вони були набагато цінніше, ніж будь-які фінансові або особисті дані, на захист яких витрачалось багато часу та зусиль.